# Пиляк

Будова квітки

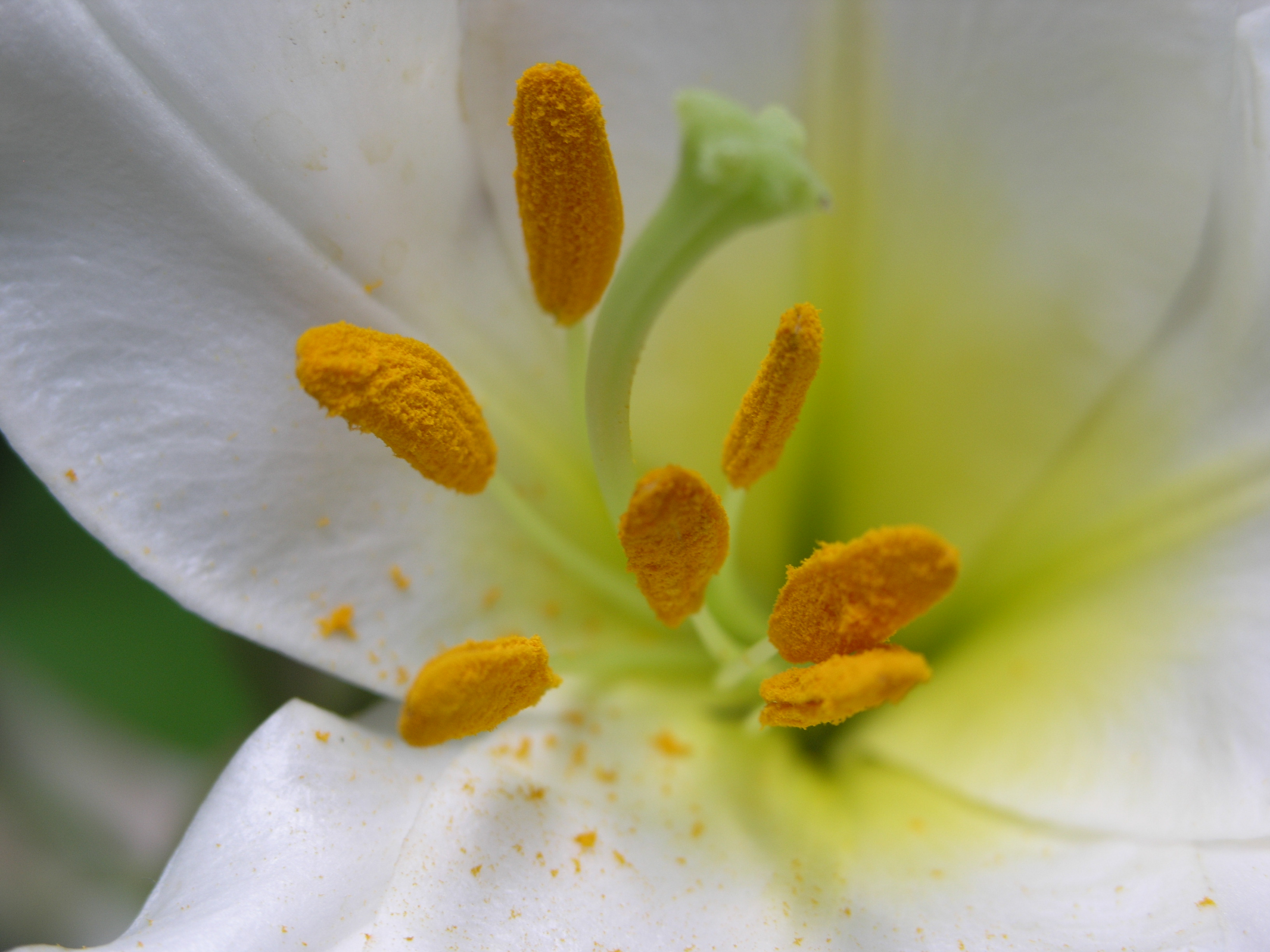
Пиляки лілії

Пиля́к — частина тичинки квітки, що несе пилок, зазвичай розташована на стрункій нитці, що називається тичинковою. 
Кожен пиляк зазвичай складається з кількох пилкових мішечків — мікроспорангій, число яких може змінюватися від одного до кількох (найчастіше чотири). Мікроспорангії з'єднані в пиляк в'язальцем — стерильною тканиною, в якій у 95% видів квіткових рослин є один провідний пучок. Розкривається пиляк щілиною, що утворюється внаслідок розриву (при підсиханні) фіброзного шару. За характером розкривання розрізняють екстрозні та інтрозні пиляки, залежно від того, чи пиляк розкривається назовні або усередину квітки, інколи щілини виникають з боків (праворуч і ліворуч). Кількість мікроспорангіїв у різних видів, родів і родин різна. У більшості квіткових рослин пиляк тетраспорангіатний, тобто містить чотири мікроспорангії, а у видів родин адоксових, мальвових він біспоріальний. Окремий пиляк або його половину називають синангієм, а зрослі в єдину структуру пиляки називають синандрієм. Пиляк прикріплений до тичинки нерухомо, або ж в'язальце видовжується і пиляк від найменшого руху повітря хитається (у злаків, лілей тощо).